# Březová (Uherské Hradiště)
Březová é uma comuna checa localizada na região de Zlín, distrito de Uherské Hradiště.